# Хусейн аль-Шараа
Хусейн аль‑Шараа (нар. 1946, Фік, Сирія) — економіст і колишній активіст арабського національного руху, батько нинішнього президента Сирії, Ахмеда аль-Шараа.

## Біографія та родина
Хусейн народився у селі Фік, що на Голанських висотах. Походить із родини землевласників — його батько, Алі Мохаммед аль-Шараа, володів основними землями Фіка. Дід та родичі брали участь в антиколоніальній боротьбі проти Франції під час французького мандату в Сирії і Палестині. Сім'я була змушена переселитися після Шестиденної війни 1967 року, коли Голанські висоти опинились під ізраїльською окупацією.

### Освіта та діяльність
Хусейн закінчив університет у Багдаді, здобувши освіту економіста. У молодості активно залучався до арабського націоналістичного руху, що було характерно для покоління, яке прагнуло єдності арабських країн в ідеології Насеризму. Надалі він майже відійшов від політичної активності і зосередився на академічному та громадському житті.

### Сім'я
Дружина Хусейна — представниця іншої впливової сім'ї, має щонайменше сім дітей, серед яких — Агмед аль-Шараа, нинішній президент Сирії, та його брати Махер, Хазем, Джамаль, Алі та дві сестри.

## Значення та вплив
Сімейне коріння в націоналізмі: Хусейн аль‑Шараа представляє покоління, яке підтримувало арабський націоналізм — ідеологію, що сформувала політичний мейнстрим у регіоні в середині XX століття.
Батько лідера сучасної Сирії: Хоча Хусейн безпосередньо не брав участь у державному управлінні, його статус як батька президента — важливий символічний фактор у суспільно-політичному житті країни.
Період кандидата в спадковому контексті: Походження родини з Фіка, окупованого Голана, надає особливий сенс їхньому національному іміджу, особливо у контексті російсько-ізраїльських конфліктів та міжнародного права.

## Цікаві факти
Уникає точних дат особистого життя, оскільки про особистість відомо переважно через біографію президента.
Детальніша інформація про Хусейна, його політичні погляди або публічні виступи — обмежена або не відкрита широкому загалу.